# 文心森林公園駅
文心森林公園駅（ぶんしんしんりんこうえんえき）は台湾台中市南屯区田心里にある台中捷運緑線の駅。

## 沿革
当初は計画になかったが、2009年に圓満劇場附近への追加設置が決定された
このため計画時の駅番号はG10aだった(p88)
- 2013年3月1日 - 当駅を含む工区起工[3](pp4-5)。
- 2018年6月30日 - 駅名決定[4]。
- 2020年
  - 4月7日 - メディアに先行公開[5]。
  - 11月16日 - プレ開業（12月15日まで4週間無料）[6]。
  - 11月22日 - 車両点検のため全線プレ開業中止[7]。
  - 12月19日 - 正式開業予定[6]。
- 2021年
  - 3月25日 - プレ営業再開（4月23日までの30日間はIC無料。4月24日は運休）[8]。
  - 4月25日 - 正式開業[9]。

## 駅構造
相対式ホーム2面2線の高架駅(p91)。駅舎は長さ84メートル、幅22.8メートル、ホーム地上高12.2メートル(p91)

### 駅階層
北上（東側）ホームはコンコースと直結しておらず、対面ホームから跨線橋で往来する必要がある
| 地上 四階                      | 連絡通路層                                                 | 跨線橋 |
| 地上 三階                      |                                                            |        |
| コンコース層 （2番ホーム方）   | 出入口、コンコース、案内所、自動券売機、自動改札機、トイレ |        |
| 相対式ホーム、右側のドアが開く |                                                            |        |
| 2番線                          | ←■緑線 大慶・高鉄台中站方面（南屯駅）                      |        |
| 1番線                          | →■緑線 市政府・北屯総駅方面（水安宮駅）→                   |        |
| 相対式ホーム、右側のドアが開く |                                                            |        |

### 駅出口
- 出口1（西側）：文心森林公園

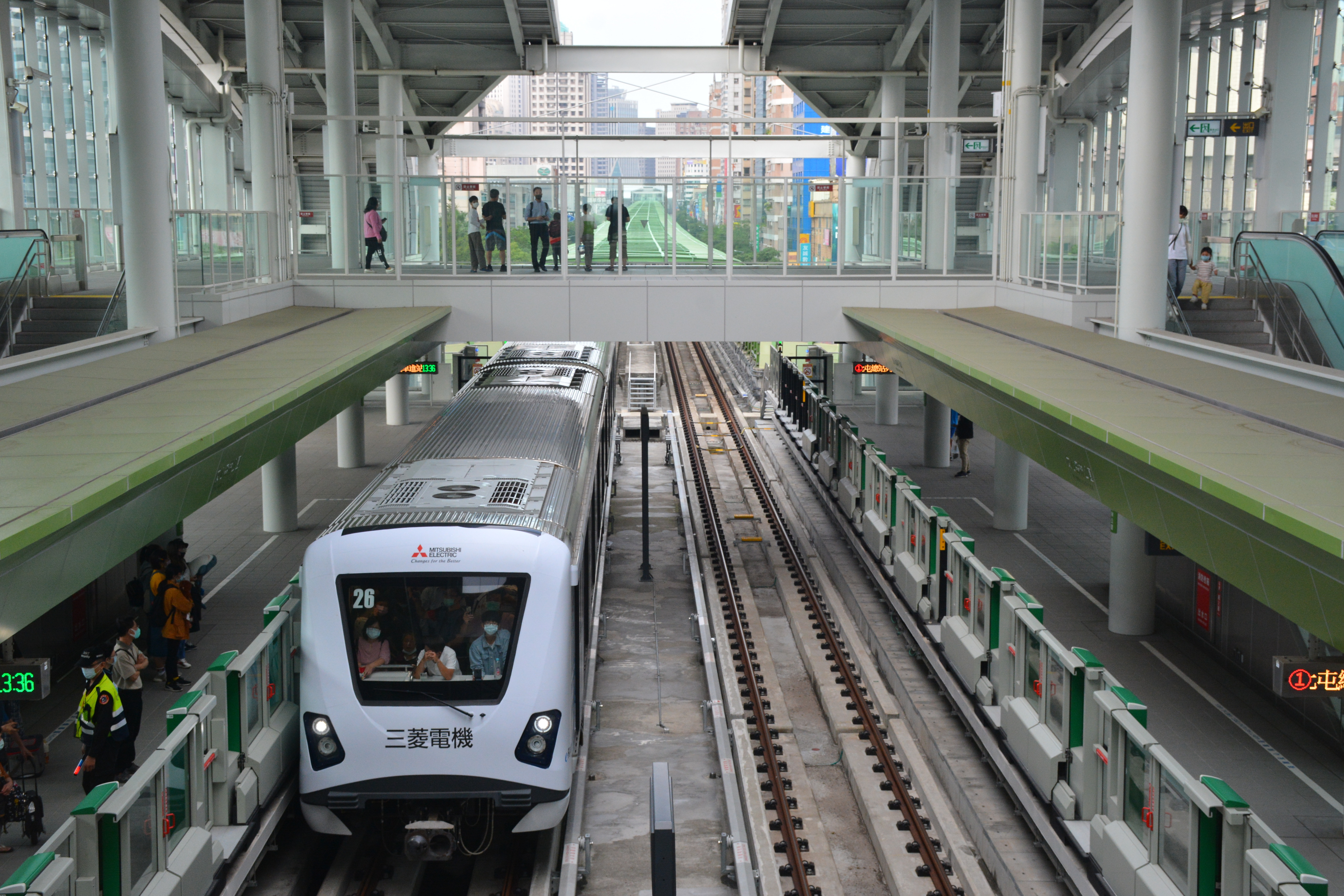
駅構内

## 駅周辺
- 文心森林公園（中国語版）
  - 台中市円満戸外劇場
- 台中市立大新国民小学（中国語版）
- 万寿公園
  - 台中万寿棒球場（中国語版）
- 宜家家居（イケア）台中店

## 隣の駅
台中捷運
緑線（烏日文心北屯線）
水安宮駅 111 - 文心森林公園駅 112 - 南屯駅 113

### 註釈
1. ↑  2020年11月16日にプレ開業、中断を経て3月25日から4月23日にプレ営業再開